# Johannes Holzmann
Johannes Holzmann (Tuchola, 30 de outubro de 1882 — Moscou, 28 de abril de 1914) foi um escritor e ativista anarquista alemão que geralmente usava o pseudônimo Senna Hoy, seu primeiro nome invertido.

## Biografia
Holzmann nasceu em uma família judia burguesa. Mudando-se para Berlim, ele se tornou professor de religião. Como muitos intelectuais na virada do século, ele se sentiu oprimido pela moral restritiva que reinava a sociedade alemã. Deixou de lecionar em 1902 e fundou a Liga dos Direitos Humanos (Bund für Menschenrecht, em alemão) em 1903.
Ele decidiu dedicar-se inteiramente à escrita e ao ativismo político do ponto de vista anarquista. Em 1904, ele publicou um livreto intitulado "Das dritte Geschlecht" ("O Terceiro Gênero"). Nele, ele atacou a homofobia, colocando a maior parte da culpa na religião.  Acima de tudo, o texto pretendia ser educacional e abordava a evolução, a biologia e os problemas enfrentados pelos homossexuais. De 1904 a 1905, Holzmann editou o jornal Der Kampf: Zeitschrift für gesunden Menschenverstand (A luta: Jornal para o Senso Comum). Embora não tenha sido publicado por nenhuma organização em particular, a revista era anarquista em perspectiva. Além de histórias de ficção, Der Kampf publicou artigos sobre vários tópicos, incluindo muitos sobre homossexualidade. Entre seus escritores estavam a poetisa Else Lasker-Schüler, Herwarth Walden, Franz Pfemfert, Peter Hille e Erich Mühsam e tinha uma circulação de até 10 000. Durante esse período, Holzmann escreveu um artigo intitulado "Die Homosexualität als Kulturbewegung" ("Homossexualidade como movimento cultural"). Ele argumentou que o direito à privacidade implicava que "ninguém tinha o direito de se intrometer nos assuntos particulares de outros, de se intrometer nas opiniões e orientações pessoais dos outros, e que, em última análise, não é da conta de ninguém o que dois adultos com consentimento livre fazem em suas casas". Ele atacou o Parágrafo 175 do código penal alemão, que criminalizava atos homossexuais.
Para ele, a luta contra a proibição de atos homossexuais fazia parte de uma luta maior pela emancipação. Ele discordou do movimento socialista dominante, o Partido Social Democrata da Alemanha (SPD), que considerava a revogação do Parágrafo 175 uma questão não tão importante. Ele também se opôs à tática do SPD de expulsar gays à força, como o magnata do aço Friedrich Alfred Krupp, a fim de provocar a revogação do Parágrafo 175. Ele chamou essa tática de "arma indecente", dizendo que quem a pratica "está disposto a remover o chão sob seus próprios pés, praticando a própria injustiça a que se opõem". Ele também discordou de muitos outros ativistas alemães dos direitos LGBT, como Adolf Brand, Holzmann não via sua luta como parte de um movimento mais amplo. As visões de Holzmann também não eram totalmente incontroversas no movimento anarquista alemão. Max Nettlau e Gustav Landauer, ambos conhecidos anarquistas, criticaram a política sexual de Der Kampf.
Durante seu tempo em Berlim, conheceu vários escritores e boêmios conhecidos. Ele era amigo próximo de Else Lasker-Schüler, uma famosa poeta expressionista. Foi ela quem o deu o apelido de Senna Hoy, uma inversão de seu primeiro nome, mas também o chamava de vários outros apelidos. Erich Mühsam também tinha grande respeito por Holzmann, embora às vezes o criticasse por seu "comportamento um tanto fantasioso e aventureiro". O anarquista austríaco Pierre Ramus o chamou de "o proletário boémio mais incansável do movimento anarquista de língua alemã". O trabalho de Holzmann foi repetidamente alvo de censura pelas autoridades prussianas. Das 25 edições de Der Kampf, 11 foram banidas. Em 1905, Holzmann fugiu da Prússia e se mudou para Zurique, na Suíça. Fontes discordam sobre o que o levou a fugir. Segundo Walter Fähnders, professor de literatura alemã, foi porque ele escreveu um texto curto que poderia ser interpretado como uma representação de um encontro homossexual, que seria publicado no Der Kampf. No entanto o assunto foi banido e o texto confiscado pois foi considerado obsceno. Ao mesmo tempo e pela mesma razão, o governo confiscou desenhos nus do artista Fidus e baniu o poema "Die Freundschaft" ("Amizade") de Friedrich Schiller, um dos poetas mais conhecidos da história alemã. Holzmann foi condenado a pagar uma multa ou a passar seis dias na prisão. Em vez disso, ele decidiu fugir da Prússia e se mudar para a Suíça. Segundo Stefan Otto, um jornalista, ele foi monitorado pela polícia. Irritado com isso, ele escreveu uma carta ao chefe da polícia de Berlim, ameaçando dar um soco na próxima pessoa que ele pegasse o espionando. Por isso, ele foi condenado a quatro meses de prisão, mas decidiu fugir em vez de cumprir a sentença, segundo Otto.

## Zurique
Em Zurique, ele trabalhou para um jornal chamado Der Weckruf (A Chamada de Despertar). Ele foi preso mais uma vez e deportado. Ele voltou furtivamente para a Suíça e tentou se esconder fingindo sua própria morte. Holzmann escreveu um obituário alegando ter sido morto durante uma fuga da prisão. Depois que isso foi exposto, ele foi desonrado, mesmo dentro da cena anarquista. Portanto, ele decidiu deixar Zurique. Depois de passar alguns meses em Paris, ele decidiu se mudar para a Rússia.

## Rússia e morte
Ele optou pela Rússia, tendo relatado a Revolução Russa de 1905 em Der Kampf, porque achava que o futuro da Europa dependia do resultado de desenvolvimentos revolucionários naquele país. Ele se juntou a uma federação anarquista na Polônia, então parte do Império Russo. Ele ajudou a organização por várias semanas, roubando comerciantes ricos para financiar as atividades do grupo. Em junho de 1907 ele foi pego e condenado a quinze anos de trabalho forçado. De volta à Alemanha, advogados e amigos de Holzmann iniciaram uma campanha para garantir sua liberdade, sobretudo Else Lasker-Schüler. Ela também arrecadou dinheiro para poder viajar para a Rússia e visitá-lo. Ela o visitou em 1913. Ela pôde se encontrar com ele em um manicômio perto de Moscou. Tendo lutado por sua liberdade por anos, seus apoiadores finalmente conseguiram convencer as autoridades russas a deixá-lo ir. No entanto, as autoridades alemãs se recusaram a deixá-lo voltar para o país, então ele foi forçado a permanecer encarcerado na Rússia. Enquanto isso, a saúde de Holzmann se deteriorava. Ele sofreu de desnutrição e tifo e morreu em 28 de abril de 1914.
Após a morte de Holzmann, Karl Liebknecht, líder socialista e membro do Reichstag, realizou uma investigação parlamentar sobre por que Holzmann não tinha permissão para retornar à Alemanha. Franz Pfemfert dedicou uma edição da revista socialista Die Aktion a Holzmann a Holzmann. Lasker-Schüler escreveu um poema sobre sua visita, intitulado "Der Malik". O corpo de Holzmann foi mandado de volta a Berlim e ele foi enterrado em um Cemitério Judaico Berlim Weißensee.